# Sebipora
Sebipora is een monotypisch geslacht van schimmels behorend tot de familie Gelatoporiaceae. Het bevat alleen Sebipora aquosa.